# Banjsko Selo
Banjsko Selo is een plaats in de gemeente Barilović in de Kroatische provincie Karlovac. De plaats telt 146 inwoners (2001).